# Julian Dixon
Julian Carey Dixon (ur. 8 sierpnia 1934 w Waszyngtonie, zm. 8 grudnia 2000 w Los Angeles) – amerykański polityk, członek Partii Demokratycznej.

## Działalność polityczna
Od 1972 zasiadał w Zgromadzeniu Stanowym Kalifornii. Następnie od 3 stycznia 1979 do 3 stycznia 1993 przez siedem kadencji był przedstawicielem 28. okręgu, a od 3 stycznia 1993 do śmierci do 8 grudnia 2000 przez cztery kadencje (w listopadzie 2000 wybrany został na piątą) był przedstawicielem 32. okręgu wyborczego w stanie Kalifornia w Izbie Reprezentantów Stanów Zjednoczonych.